# میکا نیمین
میکا نیمین (انگلیسی: Mika Nieminen؛ زادهٔ ۱ ژانویهٔ ۱۹۶۶) بازیکن هاکی روی یخ، و سیاستمدار اهل فنلاند است.